# Эразмус Мундус

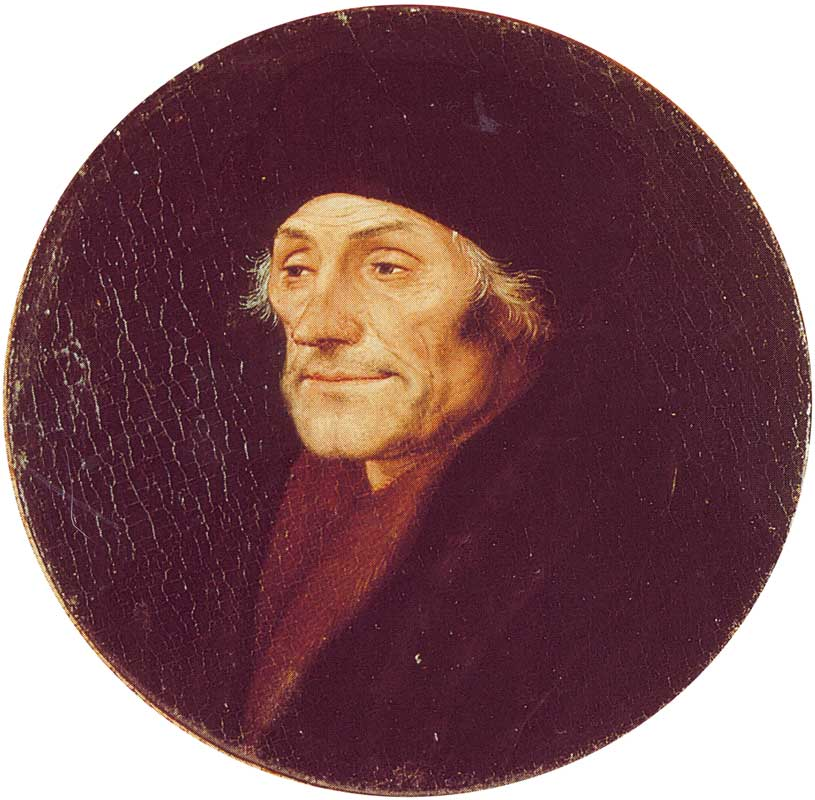
Эразм Роттердамский

Эразмус Мундус (англ. Erasmus Mundus) — программа студенческого обмена, созданная Европейским союзом с целью повышения мобильности европейских студентов и повышения качества высшего образования за счёт финансирования академической кооперации между Европой и остальным миром. В отличие от программы Эразмус, Эразмус Мундус доступен не только гражданам Европейского союза.
Программа реализуется по трём направлениям:
1. Совместные магистерские и докторские программы, предусматривающие стипендиальную поддержку
2. Партнёрство университетов
3. Повышение привлекательности европейского высшего образования

Ежегодно программа финансирует образование некоторого количества студентов. Гранты и стипендии могут частично или полностью покрывать стоимость обучения, медицинского страхового полиса, проживания и перелёта в принимающую страну.
В программе могут участвовать студенты-бакалавры, магистранты, аспиранты и преподаватели.
Подпрограмма Mundus направлена на поддержку развития экономического, политического и университетского сотрудничества между ЕС и другими странами, в том числе и с Россией. Например, в рамках программы выделяются стипендии российским аспирантам и кандидатам наук для участия в шестимесячных стажировках, исследовательских и академических программах в европейских университетах.
Эразмус Мундус объединяет европейские вузы с учебными заведениями других регионов мира. Университеты из любой страны мира могут присоединиться к программе, заполнив заявку на официальном сайте.
В 2022 году, после вторжения России на Украину, Европейская комиссия остановила участие всех российских общественных организаций в программах Erasmus+ и запретила заключение новых договоров с организациями из России.